# Henri Barbenés
Henri Georges Barbenés (nacido Heinrich Georg Barbenes; 20 de noviembre de 1885-27 de diciembre de 1969) fue un deportista francés que compitió en remo. Ganó dos medallas en el Campeonato Europeo de Remo, plata en 1905 y oro en 1905.

## Palmarés internacional
| Representando a Alsacia y Lorena |                 |                  |                  |
| Campeonato Europeo               |                 |                  |                  |
| Año                              | Lugar           | Medalla          | Prueba           |
| 1904                             | París (Francia) | Medalla de plata | Scull individual |
| 1905                             | Gante (Bélgica) | Medalla de oro   | Scull individual |